# Jar (roman)
Jar este un roman scris de Liviu Rebreanu și publicat în 1934. Potrivit criticilor literari, face parte din a doua categorie de romane, mai puțin semnificative, scrise de Rebreanu, alături de Adam și Eva sau Gorila.  
Jar a apărut ca manuscris pe 28 noiembrie 1930, sub denumirea Iubirea cea mare sau Iubirea eternă. Prima variantă a romanului a fost scrisă în doar 15 zile, iar varianta a doua în 59 de zile (3 februarie - 1 mai 1934). Titlul romanului trebuia să fie inițial Mojarul iluziilor.

## Rezumat
Acțiunea romanului se petrece într-o familie bucureșteană în perioada interbelică. Familia funcționarului Alexandru Rosmarin ducea o existență banală, mediocră și deși aveau dificultăți financiare sunt obligați să le ascundă deoarece fiica lor, Liana, intrase la Universitate. Tânăra fată era obișnuită să fie admirată de bărbații din jurul ei, însă viața ei va lua o turnură la care nu s-ar fi așteptat. Deși nu-i plăceau ofițerii, se îndrăgostește de locotenentul de aviație Victor Dandu. După prima lor întâlnire, fata îl consideră prea insistent și necivilizat. Dar vizitele locotenentului se repetă, familia Lianei îl susține, iar ea cade treptat pradă tentației unei vieți mai bune.
Liana nu ia în seamă avertismentele prietenei sale, Coralia, despre reputația de bărbat nestatornic a pretendentului ei. După noaptea de Revelion pe care o petrece în apartamentul aviatorului, Liana simte că a găsit fericirea absolută. Dragostea ei i se părea mai presus de orice reguli și devine cea mai importantă preocupare din viața ei. Ea ajunge să confunde plăcerea cu iubirea, se izolează într-un univers al fanteziilor, al obsesiei fizice, în timp ce Dandu devine tot mai nepăsător. Părinții ei se așteptau ca cei doi să se căsătorească, pentru că oamenii începuseră să vorbească pe seama lor. Dar Dandu nu are niciun astfel de gând, dimpotrivă, dorește ca totul să fie cât mai discret.
În relația lor intervine un moment de criză. Când Constantin Alistar începe să-i facă curte Lianei, toată lumea e din nou mulțumită, apărând posibilitatea unei alte căsătorii. Într-o zi, Liana îl vede pe Dandu cu prietena ei, Angela. Mai târziu află că cei doi au plecat la mare împreună și că se vor logodi.
Liana se simte umilită, dar nu poate renunța. Deși înțelege că a înșelat-o tot timpul, e revoltată și vrea să-l pedepsească. Și totuși, e gata să-l ierte. Renunță la planurile de răzbunare și se căsătorește cu Alistar. În noaptea care urmează petrecerii de logodnă, Liana se sinucide.

## Personaje
- Liana Rosmarin
- Mircea Rosmarin, fratele Lianei
- Alexandru și Didina Rosmarin, părinții Lianei
- Victor Dandu, locotenent de aviație
- Constantin Alistar
- Coralia, prietena Lianei
- Angela și Nina Gavrilescu, prietenele Lianei

## Receptare critică
Aspectul alegoric al cărții, la care se adaugă structura sentimentală, suplinește lipsa unui centru care să asigure o coeziune compozițională, așa cum se întâmplă, de regulă, în romanele lui Rebreanu.
Deși „o excelentă construcție de tip romanesc”, Jar prezintă o versiune mai mult idilică, o poveste de dragoste pastorală, în care se aplică un tipar narativ de tip romanesc după modelul unei idile specifice epocii respective.
Jar este unul dintre romanele citadine ale lui Rebreanu și, din punct de vedere al evoluției personajelor în mediul lor, a provocat reacții negativ din partea criticilor precum George Călinescu, Petre Pandrea, Șerban Cioculescu sau Alexandru Piru. Analiza sufletului feminin este superficială, lipsesc observațiile ample asupra mediului, iar singurul element notabil în care se simte prezența solidă și conștiincioasă a autorului este instinctul sexual al locotenentului Dandu. Potrivit lui George Călinescu, Jar „e romanul sinuciderii” ca și Pădurea spânzuraților, însă tot Călinescu motivează că este „o încercare lipsită de orice valoare artistică”, întrucât romanul devine melodramatic și abundă în tonuri de parodie.
Personajul Lianei are o trăire dureroasă, interiorizată, capabilă să jertfească totul, chiar și pe sine, pentru acea dragoste idealizată la care visează, asemănătoare cu doamna Bovary, protagonista romanului omonim al lui Flaubert. Din acest punct de vedere, Jar este romanul unui destin individual.